# Pheucticus chrysopeplus
El picogrueso amarillo o picogordo amarillo (Pheucticus chrysopeplus) es una especie de ave paseriforme de la familia Cardinalidae propia de México y Guatemala.
Es uno de los cardinálidos de mayor tamaño. Es comparativamente grande en relación con la mayoría de los cardinálidos y de otras especies de su género, pues los individuos adultos miden 20-24 cm de longitud.
Sus ojos son oscuros, las patas grises y el pico triangular y grande, de color negro (más claro en las mandíbula inferior).El macho es amarillo dorado, con las alas y la cola negras. Las alas presentan algunas manchas blancas. Las hembras son amarillas ventralmente, con las partes dorsales leonadas y opacas, con rayas negras en corona, nuca y espalda, paralelas al eje del cuerpo; las mejillas son pardas y sobre el ojo hay una raya ocular amarilla. Las plumas de la cola y la espalda baja son castañas. El patrón de coloración de las hembras las hace similares a las hembras de la tangara dorsirrayada Piranga bidentata, pero se diferencian por ser bastante mayores.
Los machos inmaduros son similares a las hembras. Su canto es un variado y rico gorjeo de zorzal, similar al del melanocephalus, pero más corto. 
Como es común en su género, las hembras ponen de 2 a 5 huevos de color azul pálido o verdoso, con manchas pardas y grises. Los nidos, en forma de cuenco, se construyen a alturas medias en árboles o arbustos.
Habitan en bosques, ecotonos y zonas montañosas; también en áreas perturbadas de bosques. Es poco común n bosques densos. Se distribuye desde el norte de México, en la vertiente del Pacífico desde el sur de Sonora y Chihuahua hasta el sur de Chiapas y Guatemala. Ha sido reportado casualmente en el suroeste de los Estados Unidos. Es principalmente una especie residente, pero las poblaciones de Sonora son migratorias. Ha sido considerado coespecífico con Pheucticus tibialis (especie de Costa Rica y Panamá) y Pheucticus chrysogaster (especie de Sudamérica).